# Louis François Lefebvre
Louis François Lefebvre (Brussel, 24 augustus 1834 – Elsene, 22 augustus 1903) was een Belgisch beeldhouwer.

## Leven en werk
Lefebvre was een zoon van glaszetter Louis Joseph Lefebvre en Jeanne Straetmans. Hij werd opgeleid aan de Koninklijke Academie voor Schone Kunsten van Brussel (1846-1863), onder François-Joseph Navez. Hij trouwde in 1858 met Jeanne Rosalie Poodts (1828-).
Begin jaren 1860 werd het onderwijs aan de Brusselse Academie hervormd. De beeldhouwklas werd in drie subklassen gesplitst: 1. modelleren naar de natuur en historische composities, 2. modelleren naar antieke modellen en 3. industriële of ornamentele beeldhouwkunst. De eerste klas kwam onder leiding te staan van Eugène Simonis, voor de tweede werd aan Louis Jehotte gedacht. Jehotte had de 1e klas willen hebben, weigerde daarom en werd al snel vervangen door Jean-Joseph Jaquet. Lefebvre kreeg de derde klas onder zijn hoede. Hij werd bij koninklijk besluit van 3 december 1863 bevestigd als "professeur de sculpture d'ornement dans ses applications variées". Ook nadat Simonis in 1882 overleed en werd opgevolgd door Charles Van der Stappen, bleven Jaquet en Lefebvre aan hun klassen verbonden. Paul Du Bois, Jules Jourdain, Jacques Marin, Charles Samuel en Philippe Wolfers waren een aantal van de studenten die bij Lefebvre werden opgeleid in de sierbeeldhouwkunst. Hij ging in 1901 met pensioen en overleed twee jaar later, net voor zijn 69e verjaardag. 